# Roger Ebert
Roger Joseph Ebert (Urbana, 18 de junho de 1942 – Chicago, 4 de abril de 2013) foi um crítico de cinema e roteirista norte-americano.

## Carreira
Era conhecido por sua coluna na qual fazia críticas e análises de filmes (originalmente no jornal Chicago Sun-Times, desde 1967, e posteriormente online) e por dois programas de televisão, Sneak Previews e Siskel & Ebert at the Movies, que ele apresentou ao longo de 23 anos juntamente com Gene Siskel. Com a morte de Siskel, em 1999, Roger continuou o programa com Richard Roeper, com o novo título de Ebert & Roeper at the Movies. Embora seu nome permanecesse no título, ele deixou de aparecer no programa após meados de 2006, quando sofreu complicações pós-cirúrgicas relacionadas ao câncer na tiroide, que lhe deixaram incapaz de falar. Ebert terminou sua associação com o programa em julho de 2008, porém em fevereiro de 2009 declarou que ele e Roeper continuariam seu trabalho num novo programa. Em abril de 2010 foi anunciado o fim do programa.
As críticas de Ebert eram republicadas em mais de 200 jornais ao redor dos Estados Unidos e do mundo. Escreveu mais de 15 livros, incluindo seu guia anual de filmes, que reúne as suas críticas de cada ano. Em 1975 Ebert se tornou o primeiro crítico de cinema a vencer um Prémio Pulitzer de Crítica. Seus programas de televisão também foram amplamente retransmitidos, e indicados para prêmios Emmy. Em fevereiro de 1995 o trecho da Rua Erie, em Chicago, situado próximo aos Estúdios da CBS, recebeu o nome honorário de Siskel & Ebert Way. Em junho de 2005 Ebert recebeu uma estrela na Calçada da Fama de Hollywood, o primeiro profissional da crítica a receber tal honra. No fim de 2007 a revista Forbes o nomeou "o mais poderoso pundit da América", destronando Bill O'Reilly, Lou Dobbs e Geraldo Rivera. Ebert tem um diploma honorário da Universidade do Colorado, do Conservatório AFI e da Escola do Instituto de Arte de Chicago.
Desde 1994 tinha escrito uma série de críticas, Great Movies, daqueles que considera os filmes mais importantes de todos os tempos. Esta lista e as críticas associadas a ela foram ampliadas, e contém atualmente mais de 300 filmes. A partir de 1999, Ebert apresentou anualmente o Festival de Cinema Roger Ebert, em Champaign, Illinois.
Ebert perdeu a voz em 2006, em decorrência de uma cirurgia para restauração da mandíbula, em face de um câncer diagnosticado no ano de 2002. Em 2011 apresentou à imprensa sua fala computadorizada, à qual deu o nome de Alex.
Roger Ebert morreu em 4 de abril de 2013, resultado de complicações devido a um cancer.

## Estilo crítico
Ebert descreveu sua abordagem de crítica a filmes como "relativas, não absolutas"; ele analisou um filme para o que ele sentiu para o que seria com seu público potencial, mas sempre com pelo menos alguma consideração quanto ao seu valor como um todo. Ele premiava com quatro estrelas de filmes da mais alta qualidade, e geralmente, meia estrela aos do mais baixa, a menos que ele considere que o filme seja "artisticamente inepto" ou "moralmente repugnante", caso em que não recebe estrelas. Quando você pergunta a um amigo se Hellboy é bom, você não está perguntando se ele for bom em comparação com Mystic River, você está perguntando se ele é bom em comparação com The Punisher. E a minha resposta seria, em uma escala de um a quatro, se Superman é quatro, então Hellboy é três, comparando com The Punisher é duas. Da mesma forma, se American Beauty recebe quatro estrelas, em seguida, The United States of Leland recebe cerca de duas. Ebert enfatizou que suas classificações de estrelas teriam pouco significado se não forem consideradas no contexto da própria avaliação. Ocasionalmente (como em sua avaliação de Basic Instint 2), a classificação de estrelas de Ebert pode ter parecido em desacordo com o seu parecer por escrito. Ebert reconheceu tais casos, afirmando: "Eu não posso recomendar o filme, mas … por que diabos eu não posso? Só porque ele é desagradável? Que tipo de razão é para ficar longe de um filme? Desagradável e chato, que seria uma razão".
Em agosto de 2004 Stephen King, em uma coluna, criticou o que ele via como uma tendência crescente de clemência para os críticos de filmes, incluindo Ebert. Sua principal crítica é que os filmes, citando Spider-Man 2 como um exemplo, estavam constantemente recebendo quatro classificações de estrelas que eles não merecem. Em sua revisão para Família Manson, Ebert deu ao filme três estrelas para alcançar o que se propôs a fazer, mas admitiu que não conta como um recomendação. Semelhantemente ele deu a refilmagem estrelada por Adam Sandler (Longest Yard) uma avaliação positiva para de três estrelas, mas em sua revisão, que ele escreveu logo depois de assistir ao Festival de Cannes, ele recomendou aos leitores para não verem o filme porque não tinha acesso a cinematográfica com experiência mais satisfatória. Ele se recusou a dar uma classificação por estrelas para The Human Centipede (First Sequence), argumentando que o sistema de classificação foi "inadequado" a um filme como este: "É um filme bom, é ruim, isso importa, ele é o que é e ocupa um mundo em que as estrelas não brilham."

## Legado
Ebert era um opositor ao sistema de classificação de filmes Motion Picture Association of America, criticando repetidamente as suas decisões sobre quais filmes são adequados para crianças. Ebert também frequentemente lamentou que os cinemas fora das grandes cidades são "reservados por computadores a partir de Hollywood sem se importar com os gostos locais", fazendo filmes independentes e estrangeiros de alta qualidade virtualmente indisponíveis para a maioria dos espectadores americanos. Ebert era um forte defensor do Maxivision 48, em que o projetor filme corre a 48 frames por segundo, em comparação com os habituais 24 quadros por segundo. Ele se opôs à prática segundo a qual os cinemas reduzem a intensidade de suas lâmpadas do projetor, a fim de prolongar a vida útil da lâmpada, argumentando que isso tem pouco efeito para fazer o filme mais difícil de ver. Ebert era cético em relação ao recente ressurgimento dos efeitos 3D no cinema, que ele achou irrealista e perturbador.